# UGM-73 Poseidon
UGM-73 Посейдон (англ. UGM-73 Poseidon) — сімейство американських стратегічних балістичних ракет, призначених для запуску з атомних підводних човнів групи «41 за свободу». Двоступенева, твердопаливна. Перша БРПЧ США, оснащена головною частиною, що розділяється, з бойовими блоками (включаючи ядерні) індивідуального наведення, зокрема: модифікація ракети C-1 могла нести до 10 таких боєголовок, C-2 — до 12, C-3 — до 14.
Розроблена в 1960-х роках для заміни попередньої ракетної системи «Поларіс» на атомних підводних човнах групи «41 за свободу» у рамках американської стратегії ядерного стримування. Початкова серія ракет з індексом UGM-73A прийнята на озброєння в 1968 році. UGM-73B приймалася на озброєння в період з 1971 по 1978 рік, з поступовими поліпшеннями (версії C-1, C-2 та C-3), та була частиною стратегічних ядерних сил США до 1993–1996 років, коли останній її носій був виведений з бойового складу відповідно до положень договору СНО-1. З прийняттям на озброєння США більш вдосконалених ракет UGM-96 Trident I C-4 у 1979 році та ракетоносців типу «Огайо» у 1981 році, застосування ракетних систем «Посейдон» поступово скорочувалося.

## Розробка
У 1963 році почалось вивчення можливостей створення ракети, яка б мала більший радіус дії, ніж у системи «Поларіс». Кращих характеристик можна було б досягти, якщо збільшити діаметр ракети та змінити конструкцію пускових гнізд.
Офіційним підрядником стала компанія Lockheed Missiles and Space Company.
На початку проект називався Polaris B3, однак згодом його перейменували на Poseidon C3, щоб підкреслити значні технічні відмінності від попередника. В результаті було розроблено лише одну версію системи, яка отримала офіційне найменування UGM-73A.
Перший тестовий запуск відбувся 16 серпня 1968. Потім липня по грудень 1969 було проведено ряд тестових запусків з корабля USNS Observation Island. Перший тестовий запуск з підводного човна (USS James Madison) виконали 3 серпня 1970.
Перші виготовлені ракети мали значні проблеми з надійністю різних компонентів. Зокрема довелось повертати на ремонт 3200 боєголовок W68. Більшість недоліків було усунуто до 1974 року.

## Використання

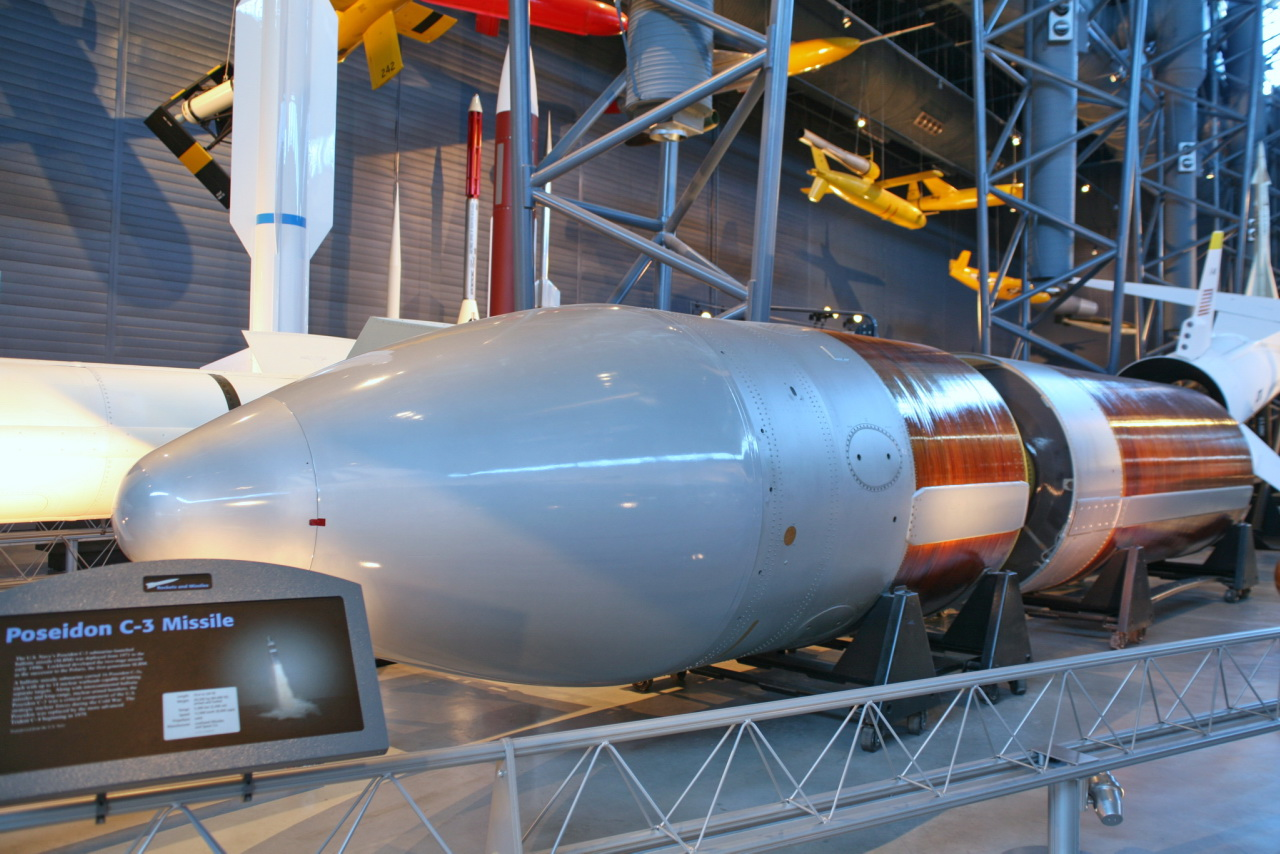

31 березня 1971 систему почали офіційно використовувати. Нову зброю було встановлено на 31 ПЧАРБ класів «Лафаєт», «Джеймс Медісон», «Бенджамін Франклін».
Королівський флот теж розглядав можливість використання ракет «Посейдон», однак згодом англійці віддали перевагу власній модифікації системи «Поларіс», що мала назву «Chevaline».
З 1979 року ПЧАРБ почали поступово переозброювати ракетами Trident I. Після того, як договір СНО-1 вступив у дію, було остаточно виведено з експлуатації усі підводні човни, озброєні системою «Посейдон».
Всього було виготовлено близько 620 ракет. Боєголовки типу W68 використовувались лише у ракетах «Посейдон», всього їх виготовили 5250 — найбільше серед усіх різновидів БЧ.

## Тактико-технічні характеристики
Ракети мали наступні характеристики:
- довжина 10,39 м
- діаметр 1,88 м
- маса 29200 кг
- швидкість польоту більше 12900 км/год
- висота польоту більше 800 км

В цілому, нові ракети були дещо товщими за своїх попередників та мали більшу масу. Радіус дії залишився тим самим (4600 км), однак зросло корисне навантаження та точність прицілювання. Також «Посейдон» міг нести боєголовки W68, що розділялись на десять (за іншими даними, до 14) окремих блоків індивідуального наведення.
Як і в попередній системі, ракети «Посейдон» не вмикали двигун, знаходячись у пусковому гнізді, бо це здавалось занадто небезпечним. Ракету виштовхували з човна сильно стисненим паром, і двигун починав працювати вже коли вона знаходилась на відстані більше 10 над субмариною.